# 羊城地铁报
羊城地铁报是广州日报报业集团与广州地铁集团共同出资發行的报刊，曾在廣州地鐵车站内免費派發，现已停刊。於星期一至星期五早上7:30－9:30上班高峰時於廣州各大地鐵转车站和人流量大的车站免費派發，號稱是中國大陸首份真正意义上的地铁报。
2018年11月30日，《羊城地铁报》刊发《休刊启事》，自12月起休刊。2020年，使用原《羊城地铁报》刊号的黄埔区、广州开发区机关报——《湾区时报》正式发行。

## 负面
羊城地铁报发行期间，有不少老年人结伴在派发羊城地铁报的车站内向其他乘客索取报纸，而他们的目的多为锻炼或赚零花钱。而广州地铁默许这类乘客在地铁站内进行“收报”的行为。